# Championnat des Maldives de football 2006
Navigation
Saison précédente Saison suivante
La saison 2006 du Championnat des Maldives de football est la cinquante-sixième édition du championnat national aux Maldives.
La compétition se déroule en quatre phases distinctes :
- Les championnats régionaux déterminent les équipes qualifiées pour la Dhivehi League, la poule nationale, avec 6 qualifiées pour l'atoll de Malé et 2 pour l'ensemble des autres atolls.
- Les huit formations sont regroupées au sein d'une poule unique et s'affrontent une seule fois.
- Les six meilleures équipes de la poule sont regroupées au sein d'une poule unique et s'affrontent une nouvelle fois
- Les quatre premiers disputent la phase finale nationale pour le titre de champion des Maldives, avec demi-finales et finale.

C’est le club de Victory SC, tenant du titre, qui est à nouveau sacré cette saison après avoir battu Club Valencia en finale. Il s'agit du dixième titre de champion des Maldives de l'histoire du club.

## Les clubs participants
| - Malé : - Victory SC - Maziya SRC - Club Valencia - Island FC - New Radiant - Guraidhoo ZJ | - Atoll Mahibadhoo : - Mahibadhoo ZJ - Shaviyani : - Foakaidhoo EJ |

## Compétition
Le barème de points servant à établir le classement se décompose ainsi :
- Victoire : 3 points
- Match nul : 1 point
- Défaite : 0 point

### Dhivehi League

#### Première phase
| Rang | Équipe        | Pts | J | G | N | P | Bp | Bc | Diff |  | Résultats (▼ dom., ► ext.) | NRa | Vic | Val | Isl | Gur | Maz | Foa | Mah |
| ---- | ------------- | --- | - | - | - | - | -- | -- | ---- |  | -------------------------- | --- | --- | --- | --- | --- | --- | --- | --- |
| 1    | New Radiant   | 18  | 7 | 6 | 0 | 1 | 19 | 8  | +11  |  | New Radiant                |     | 1-0 | 1-3 | 5-4 | 1-0 | 3-0 | 1-0 | 7-1 |
| 2    | Victory SCT   | 16  | 7 | 5 | 1 | 1 | 22 | 3  | +19  |  | Victory SCT                |     |     | 4-1 | 1-1 | 4-0 | 3-0 | 2-0 | 8-0 |
| 3    | Club Valencia | 13  | 7 | 4 | 1 | 2 | 15 | 8  | +7   |  | Club Valencia              |     |     |     | 1-0 | 0-2 | 1-0 | 1-1 | 8-0 |
| 4    | Island FC     | 11  | 7 | 3 | 2 | 2 | 17 | 11 | +6   |  | Island FC                  |     |     |     |     | 5-2 | 1-0 | 1-1 | 5-1 |
| 5    | Guraidhoo ZJ  | 7   | 7 | 2 | 1 | 4 | 11 | 14 | -3   |  | Guraidhoo ZJ               |     |     |     |     |     | 0-0 | 4-0 | 3-4 |
| 6    | Maziya SRC    | 5   | 7 | 1 | 2 | 4 | 3  | 10 | -7   |  | Maziya SRC                 |     |     |     |     |     |     | 1-1 | 2-1 |
| 7    | Foakaidhoo EJ | 4   | 7 | 0 | 4 | 3 | 4  | 11 | -7   |  | Foakaidhoo EJ              |     |     |     |     |     |     |     | 1-1 |
| 8    | Mahibadhoo ZJ | 4   | 7 | 1 | 1 | 5 | 8  | 34 | -26  |  | Mahibadhoo ZJ              |     |     |     |     |     |     |     |     |

|  | Qualification pour la seconde phase                        |
|  | T : Tenant du titre C : Vainqueur de la Coupe des Maldives |

#### Seconde phase
| Rang | Équipe        | Pts | J  | G | N | P | Bp | Bc | Diff |  | Résultats (▼ dom., ► ext.) | NRa | Vic | Val | Isl | Maz | Gur |
| ---- | ------------- | --- | -- | - | - | - | -- | -- | ---- |  | -------------------------- | --- | --- | --- | --- | --- | --- |
| 1    | New Radiant   | 28  | 12 | 9 | 1 | 2 | 29 | 16 | +13  |  | New Radiant                |     | 1-1 | 1-3 | 2-1 | 2-1 | 4-2 |
| 2    | Victory SC    | 27  | 12 | 8 | 3 | 1 | 33 | 7  | +26  |  | Victory SC                 |     |     | 2-2 | 1-0 | 2-0 | 5-1 |
| 3    | Club Valencia | 26  | 12 | 8 | 2 | 2 | 31 | 13 | +18  |  | Club Valencia              |     |     |     | 5-0 | 3-1 | 3-1 |
| 4    | Island FC     | 15  | 12 | 4 | 3 | 5 | 22 | 22 | 0    |  | Island FC                  |     |     |     |     | 2-2 | 2-1 |
| 5    | Maziya SRC    | 9   | 12 | 2 | 3 | 7 | 8  | 19 | -11  |  | Maziya SRC                 |     |     |     |     |     | 1-0 |
| 6    | Guraidhoo ZJ  | 7   | 12 | 2 | 1 | 9 | 16 | 29 | -13  |  | Guraidhoo ZJ               |     |     |     |     |     |     |

|  | Qualification pour la phase finale                         |
|  | T : Tenant du titre C : Vainqueur de la Coupe des Maldives |

### Phase finale
|  | Demi-finales    | Demi-finales   | Demi-finales   |  |   | Finale de repêchage | Finale de repêchage | Finale de repêchage |   |               | Grande finale   | Grande finale   | Grande finale   |
|  |                 |                |                |  |   |                     |                     |                     |   |               |                 |                 |                 |
|  | 10 octobre 2006 |                |                |  |   |                     |                     |                     |   |               |                 |                 |                 |
|  | 1               | New Radiant    | 0              |  |   |                     |                     |                     |   |               | 18 octobre 2006 | 18 octobre 2006 | 18 octobre 2006 |
|  | 2               | Victory SC     | 2              |  |   | 10 octobre 2006     | 10 octobre 2006     | 10 octobre 2006     |   |               | 2               | Victory SC tab  | 0 (3)           |
|  |                 |                |                |  | 1 | New Radiant         | 1                   |                     | 3 | Club Valencia | 0 (1)           |                 |                 |
|  | 6 octobre 2006  | 6 octobre 2006 | 6 octobre 2006 |  | 3 | Club Valencia       | 2                   |                     |   |               |                 |                 |                 |
|  | 3               | Club Valencia  | 3              |  |   |                     |                     |                     |   |               |                 |                 |                 |
|  | 4               | Island FC      | 2              |  |   |                     |                     |                     |   |               |                 |                 |                 |

## Bilan de la saison
| Championnat des Maldives de football 2006 |                       |
| Champion                                  | Victory SC (9e titre) |
| Coupes et trophées                        |                       |
| Vainqueur de la Coupe des Maldives 2006   | New Radiant           |
| Qualifications continentales              |                       |
| Coupe de l'AFC 2007                       | Victory SC            |
| Coupe de l'AFC 2007                       | New Radiant           |
| Promotions et relégations                 |                       |
| Promus en Dhivehi League                  | Aucun                 |
| Relégués                                  | Aucun                 |